# Tyrone Loran
Tyrone Loran est un footballeur néerlandais, né le 29 juin 1981 à Amsterdam aux Pays-Bas. Il évolue comme stoppeur.

## Carrière
- 2000-2002 :  FC Volendam
- 2002-2003 :  Manchester City
  - 2003 :  Tranmere Rovers (prêt)
- 2003-2005 :  Tranmere Rovers
  - 2005 :  Port Vale (prêt)
- 2005-2007 :  RBC Roosendaal
- 2007-2011 :  NAC Breda
  - 2011 :  De Graafschap Doetinchem (prêt)[1],[2],[3]

## Palmarès
Néant